# Griesheimer Museum
Das Griesheimer Museum in der Groß-Gerauer-Straße 18 ist ein denkmalgeschütztes Bauwerk in Griesheim.

## Geschichte und Beschreibung
Das Gebäude wurde in den 1900er-Jahren nach Plänen des Architekten G. Gerhardt erbaut. Bauherr war die jüdische Kaufmannsfamilie Löb. Das große, zweigeschossige Steingebäude besitzt aufwendige Sandsteinverzierungen und ein biberschwanzgedecktes Dach.

## Das Anwesen heute
Seit 1996 beherbergt das restaurierte Gebäude das „Griesheimer Museum“. Im hinteren Teil des Anwesens befindet sich die restaurierte „Museums-Scheune“. Die Scheune wurde vom Anwesen der Griesheimer Familie Schupp hierher versetzt. 
Das Museum dokumentiert die Geschichte Griesheims.

## Denkmalschutz
Das Gebäude ist ein typisches Beispiel eines Geschäfts- und Wohnhauses der Gründerzeit mit städtischem Nimbus in südhessischen Kleinstädten.
Aus architektonischen, baukünstlerischen und stadtgeschichtlichen Gründen steht es unter Denkmalschutz.